# Річард Кларк (футболіст, 1985)
Річард Кларк (англ. Richard Clarke; 28 листопада 1985, Белфаст, Північна Ірландія) — північноірландський футболіст. Грає на позиції півзахисника.